# Nissan Townstar

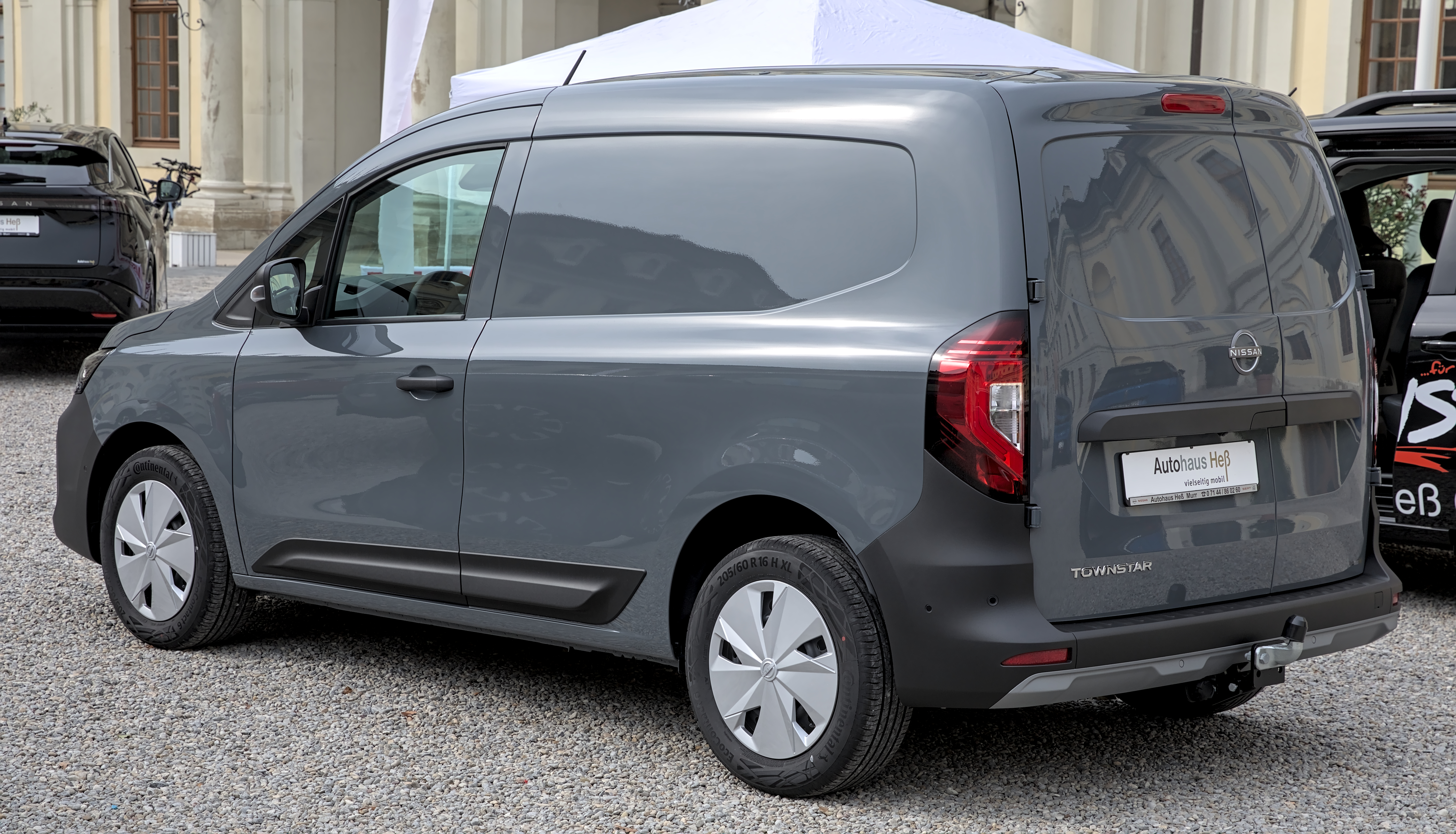
Nissan Townstar

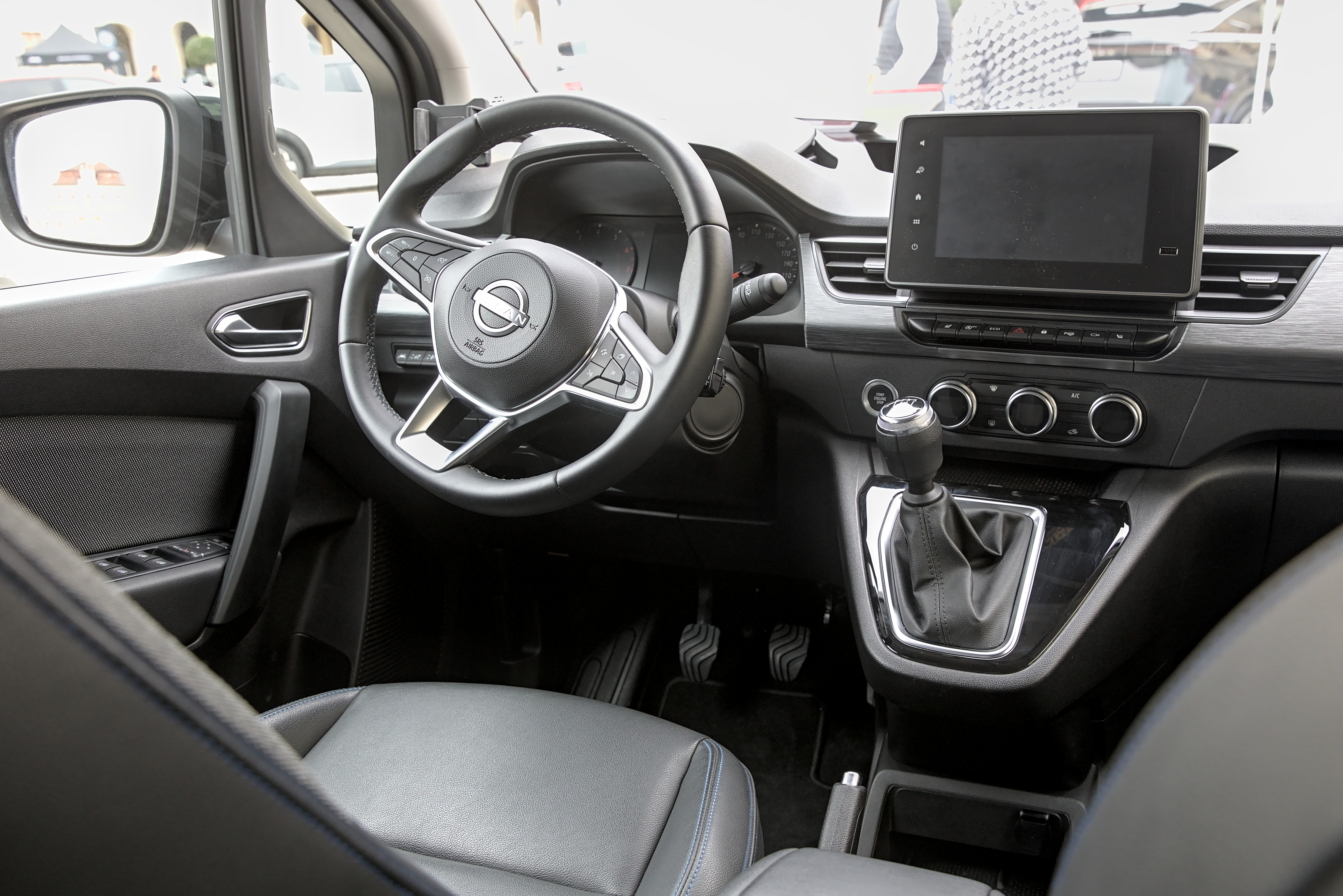

Nissan Townstar — універсал з високим дахом від японського автовиробника Nissan. Він створений разом з майже ідентичними Mercedes-Benz Citan (W420) і Renault Kangoo третього покоління на заводі дочірньої компанії Renault MCA в Мобьеже, північна Франція. Модель була представлена наприкінці вересня 2021 року та надійшла в продаж у січні 2022 року. Nissan представив довгу версію серії в грудні 2023 року. Зовні Townstar лише спереду відрізняється від двох інших моделей. Після моделей NV200 і NV250 Townstar приєднується до нової номенклатури Nissan із закінченням «-зірка». Ця модель також є першою, на якій зображена нова емблема Nissan, яку невдовзі після цього також отримала Ariya.

## Двигуни
- 1.3 L H5Ht turbo I4
- 1.5 L K9K turbo diesel I4